# Christina Kennedy
Christina Helena Kennedy, född Bodin 22 juni 1972 i Mölndal, är en svensk journalist och publicist. Hon är chefredaktör och ansvarig utgivare för tidningen Dagens Samhälle sedan september 2020. Innan dess var hon chefredaktör för Dagens Medicin sedan 2014. Kennedy är även redaktionell chef för en organisation inom Dagens Industri-gruppen på Bonnier News som omfattar 15 branschtitlar.
Kennedy journalistutbildades vid JMG i Göteborg och fick sitt första journalistjobb på Norrköpings Tidningar (1998–1999). Hon arbetade därefter på Göteborgs-Postens inrikesredaktion (2000–2003), Tidningarnas Telegrambyrå (2003–2004) samt som frilansjournalist (2006–2011). Kennedy var också redaktör för Föreningen Grävande Journalisters tidskrift Scoop 2009–2011. Hon började på Dagens Medicin 2011, inledningsvis som chef för temaredaktionen och senare som ansvarig för pappersutgåvan. 2014 efterträdde hon Mikael Nestius som chefredaktör och ansvarig utgivare. Kennedy efterträddes i sin tur av Lisa Blohm som chefredaktör för Dagens Medicin.